# Paranoia 1.0
Paranoia: 1.0 (originalmente One Point O, también conocido como 1.0, One Point Zero, Versión 1.0 y Virus 1.0) es un misterio de terror distópico cyberpunk 2004 escrito y dirigido por Jeff Renfroe y Marteinn Thorsson. La película es una pesadilla kafkiana en la que un joven programador informático es un conejillo de indias involuntario en un experimento corporativo para probar un nuevo esquema publicitario. La película está protagonizada por Jeremy Sisto y Deborah Unger y cuenta con Lance Henriksen, Eugene Byrd, Bruce Payne y Udo Kier.

## Trama
Un programador informático e ingeniero de redes, Simon J. (Jeremy Sisto), comienza a encontrar paquetes de papel vacíos en su apartamento. Simon hace todo lo posible para intentar asegurar su apartamento, pero los paquetes siguen apareciendo. Simon intenta averiguar quién deja los paquetes. Al mismo tiempo, Simon, que trabaja en TI, está bajo presión para completar un proyecto de programación. Simon también se ha obsesionado con comprar leche de la marca Nature Fresh. Uno de los amigos de Simon, un mensajero llamado Nile (Eugene Byrd ), le dice a Simon que necesita remediar su aislamiento social. Durante su investigación, Simon conoce a sus excéntricos vecinos del bloque de apartamentos donde vive. Los ascensores del bloque de apartamentos han dejado de funcionar y los pasillos están llenos de cámaras de seguridad. Derrick (Udo Kier), que ocupa un apartamento frente a Simon, ha desarrollado una cabeza de robot con inteligencia artificial, que Simon encuentra intrigante. Derrick sugiere que el vecino (Bruce Payne), que ocupa el apartamento contiguo al de Simon, puede ser responsable de los paquetes. Simón se enfrenta al Vecino, en el pasillo, y le pregunta si le ha estado dejando paquetes. El Vecino, que rezuma carisma y machismo, simplemente se ríe de él.Simon sigue al vecino hacia y desde un club nocturno. En el club nocturno, Simon ve al Vecino interactuando con varias mujeres, incluida Trish (Deborah Kara Unger). Trish se da cuenta de que Simon los mira fijamente. De camino a casa desde la discoteca, el Vecino pronto se da cuenta de que lo están siguiendo y le saca un cuchillo a Simon. Cuando el Vecino se da cuenta de quién es Simón, lo invita a tomar una copa en su apartamento. Antes de entrar a su departamento, el Vecino destroza las cámaras de seguridad del pasillo. Cuando Simón entra en el apartamento del vecino, se da cuenta de que su frigorífico está lleno de latas de cola 500. El Vecino invita a Simon a participar en un juego sexual de realidad virtual que él ha desarrollado y en el que aparece Trish. Simon se sumerge en el juego de realidad virtual. Cuando sale del juego, encuentra al Vecino sangrando y muriendo. La Vecina le informa que él también había estado recibiendo paquetes, antes de morir. Posteriormente, Simon desarrolla una relación romántica con Trish. Trish está obsesionada con el jugo de naranja.

Mientras Simon continúa sus investigaciones, comienzan a ocurrir otros asesinatos en el edificio. Simon se da cuenta de que los demás residentes también están recibiendo paquetes, pero guardan silencio. Simon también se entera de que los demás residentes se están volviendo adictos a ciertos productos. La única persona en el apartamento que no se ve afectada es el conserje, Howard (Lance Henriksen).  Nile le cuenta a Simon sobre un experimento corporativo para "infundir" nanomitas en el cerebro de las personas para volverlas adictas a ciertos productos. Simon descarta las afirmaciones de Nile como una mentira, pero finalmente se da cuenta de que está diciendo la verdad.

## Elenco
- Jeremy Sisto como Simon J.
- Deborah Kara Unger como Trish
- Udo Kier como Derrick
- Bruce Payne como vecino
- Lance Henriksen como Howard
- Eugene Byrd como Nilo
- Emil Hostina como propietario
- Constantin Cotimanis como el detective Polanski
- Sebastian Knapp como el detective Harris
- Constantin Florescu como hombre alto
- Ana María Popa como Alice
- Matt Devlen como cajero
- Udo Kier y Jeremy Sisto dieron voz a la cabeza del robot.

## Producción
Paranoia 1.0 fue una coproducción internacional y se rodó íntegramente en Bucarest, Rumania. Se estrenó en competición en el Festival de Cine de Sundance de 2004 bajo su título original (One Point O ). El código de programación que se ve en la película es de Viralator 0.9. </link> Los directores citaron una serie de influencias en la película, incluyendo The Trial de Orson Welles, Blade Runner de Ridley Scott, Desierto Rojo de Michelangelo Antonioni, Peeping Tom de Michael Powell  y Videodrome de David Cronenberg.. Frances Dyson sostuvo que la película es similar a películas como Brazil y Johnny Mnemonic, en la preponderancia de la suciedad y la consistencia de una estética futurista de metal y suciedad. Las partes de Derrick y Trish fueron escritas pensando en Udo Kier y Deborah Kara Unger. Adrien Brody iba a interpretar a Simon, pero esto fracasó y Jeremy Sisto fue elegido. Bruce Payne se unió al reparto después de que comenzara el rodaje en Bucarest.

## Premios y honores
2004
Festival de Cine de Sundance (Park City, Utah, EE. UU.)
Gran Premio del Jurado, Categoría Dramática; Nominados: Jeff Renfroe, Marteinn Thorsson.
Sitges - Festival Internacional de Cine Catalán (Sitges, España)
Nominada Mejor Película; Destinatarios: Marteinn Thorsson, Jeff Renfroe.
Festival de Cine Fant-Asia (Montreal, Canadá)
Mención del premio AQCC: Jeff Renfroe, Marteinn Thorsson; Mejor Película Internacional (Premio del Jurado): Jeff Renfroe, Marteinn Thorsson; Película más innovadora (premio del jurado): Jeff Renfroe, Marteinn Thorsson.
2005
Premios Edda (Islandia)
Categoría del Premio Edda: Mejor Película (nominada); Mejor diseño de producción: Eggert Ketilsson (nominado); Mejor sonido o música: Bradley L. North, Byron Wilson, Ann Scibelli (nominado); Director del año: Marteinn Thorsson, Jeff Renfroe (nominado).
Semana Internacional de Cine Fantástico de Málaga (España)
Mejor Actriz: Deborah Kara Unger; Mejor Película: Jeff Renfroe, Marteinn Thorsson; Premio del Jurado Joven (Mejor Largometraje): Jeff Renfroe, Marteinn Thorsson.

## Recepción
Un crítico afirmó que "si Philip K. Dick estuviera leyendo a Kafka, se asustara y escribiera The Matrix, que entonces fue dirigida por Stanley Kubrick, podría terminar con algo como esto". Phil Davies-Brown afirmó que "la película es un trabajo muy logrado con una textura rica, un uso sorprendente de la ubicación, la iluminación y la cámara y excelentes actuaciones de algunos de los talentos más respetados del género". Al comentar sobre las actuaciones de los miembros individuales del reparto, Davies-Brown afirmó que Jeremy Sisto "era su yo raro habitual pero funcionó de maravilla", que "Bruce Payne era intimidante", que Udo Kier era "divertidísimo", que Deborah Kara Unger era "misterioso" y que Lance Henriksen "hizo su mejor actuación en mucho tiempo". Neil Karassik afirmó que la película era "agradable y visualmente admirable". Ryan Cracknell comentó que "si bien la historia es muy original y combina el toque tecno de Matrix con The Trial de Orson Welles, es el estado de ánimo y la atmósfera donde realmente brillan los realizadores". Último Franco le dio a la película una puntuación de 3 sobre 5, comentó que "la película se ve hermosa" y afirmó que "los fanáticos de Guillermo del Toro y David Fincher deberían encontrar mucho que apreciar aquí". La película recibió una puntuación de 9 sobre 10 en el sitio web Cyberpunkreview.com, que afirmó que la película "tiene quizás el comentario más mordaz sobre publicidad y desarrollo de software que pueda encontrar". Andrea Ballerini afirmó que "la película tiene todos los ingredientes clásicos del género cyberpunk: un entorno distópico, corporaciones poderosas que intentan gobernar a los ciudadanos, el papel de la tecnología en el desarrollo de la sociedad, los pros y los contras del progreso".
Hildur Loftsdóttir le dio a la película tres estrellas de cinco, destacó la influencia de David Cronenberg y David Lynch y afirmó que la historia era "original y bien pensada". Rainer Heinz describió la película como un "thriller morboso kafkiano con escenas efectivamente entrelazadas de películas como Blade Runner, Matrix, Cube y Delicatessen y una fascinante estética de colores e imágenes". También afirmó que la película era "un apasionante y oscuro thriller de ciencia ficción, que consigue su efecto sobre todo gracias a un brillante diseño de imagen". Hal Astell afirmó que la película "es un verdadero triunfo, una historia inteligente de ciencia ficción que deliberadamente se aleja del tiempo y el lugar pero sigue siendo absolutamente actual". Simon Hyslop describió la película como "un placer para cualquiera que aprecie las manifestaciones más tranquilas y artísticas del género de ciencia ficción". Un crítico de TV Guide afirmó que "el drama de ciencia ficción y las emociones paranoicas impulsan este escalofriante inteligente y muy original". Un crítico húngaro afirmó que la película contenía una "gran dosis de crítica social disfrazada de thriller".
Scott Foundas fue más crítico con la película, afirmando que "une frenéticamente imágenes e ideas extraídas de George Orwell, The Matrix y películas de David Cronenberg, sólo para terminar con una película desordenada y monstruosa de Frankenstein ". Brian McKay también criticó la película y afirmó que "la trama y el desarrollo de los personajes son tan débiles como la atmósfera de Plutón ". Erik Childress declaró que "la película se parece mucho a Soylent Green ... mientras nuestro protagonista se adentra en un escenario futurista espeluznante y húmedo antes de ser golpeado en la cabeza con una comprensión asombrosa", pero que "al igual que el clásico de culto de Charlton Heston, hay un Hay mucha atmósfera para envolver al público, pero se vuelve aburrido, sólo para volverse realmente interesante nuevamente en las escenas finales". En 2007, la película fue catalogada como una de las "50 mejores películas distópicas de todos los tiempos" por Snarkerati, una popular revista web de películas. Kelvin Polowy afirmó que "al igual que The Matrix, la película juega con la paranoia corporativa y tecnológica, y es una entrada elegante, si no innovadora, al subgénero". En una valoración académica de la película, Angelos Koutsourakis afirmó que 'la solución representacional de la película a la complejidad del capitalismo de vigilancia se basa en la comprensión marxista del capital como trabajo vampírico muerto que se alimenta de los cuerpos y cerebros de los trabajadores durante su tiempo de trabajo; pero aquí se representa el trabajo muerto del capital consumiendo individuos incluso durante su tiempo libre y esto coincide con el argumento de Zuboff de que... el capitalismo de vigilancia se alimenta de todos los aspectos de la experiencia de cada ser humano.